# A Dios le pido
A Dios le pido è una canzone del cantautore colombiano Juanes, estratta dal suo secondo album "Un Día Normal". La canzone si converte subito in un successo mondiale arrivando in testa alle classifiche di tutti i paesi latinoamericani e di altri paesi tra Africa, Asia e Europa. Inoltre nel 2003 è stato scelto come inno ufficiale dell'America Latina. Nel 2019, in una classifica centenaria stilata dalla rivista statunitense Billboard, risulta essere al primo posto tra le canzoni latine di maggior successo nel periodo 1920-2018.
Oltre alla rivista americana, è considerata da molti esperti ed appassionati la canzone in lingua spagnola più rappresentativa di tutti i tempi.

## Classifiche
| Classifica (2002-06)    | Posizione massima |
| ----------------------- | ----------------- |
| Austria                 | 19                |
| Belgio (Fiandre)        | 33                |
| Belgio (Vallonia)       | 19                |
| Brasile                 | 38                |
| Croazia                 | 5                 |
| Francia                 | 12                |
| Germania                | 31                |
| Paesi Bassi             | 15                |
| Romania                 | 3                 |
| Russia                  | 5                 |
| Spagna                  | 6                 |
| Stati Uniti Latin Songs | 2                 |
| Svizzera                | 7                 |